# Enispades nigropunctata
Enispades nigropunctata är en fjärilsart som beskrevs av Bethune-Baker 1911. Enispades nigropunctata ingår i släktet Enispades och familjen nattflyn. Inga underarter finns listade i Catalogue of Life.